# Plinom aktivirana baterija
Plinom aktivirane baterije vrsta su pričuvnih baterija. Medij koji ju aktivira je plin 
koji može biti ili aktivan materijal katode ili dio elektrolita.
Načelo na kojem radi je to što neki plinovi na sobnoj temperaturi reagiraju s krutinama iz čega nastaje tekućina koja je vodič. Nastala tekućina služi kao elektrolit u galvanskom elementu. Temeljem toga sastavljene su baterije koje aktivira borov trifluorid ili amonijak. Drugo načelo je "klorni element", gdje kao depolarizator služi klor. Ove se baterije gradi od pločastih elemenata posloženih jedan na drugi, a odvajaih vodljiva i za plin nepropusna folija. Ove baterije su praktične jer se odmah aktiviraju, velika su kapaciteta, djeluju u širokom temperaturnom pojasu i jeftine su za proizvodnju.